# Gliophorus sulfureus
Gliophorus sulfureus är en svampart som först beskrevs av G. Stev., och fick sitt nu gällande namn av E. Horak 1990. Gliophorus sulfureus ingår i släktet Gliophorus och familjen Hygrophoraceae.   Inga underarter finns listade i Catalogue of Life.